# Парламентські вибори в Сан-Марино 1998
Парламентські вибори в Сан-Марино пройшли 31 травня 1998 року.
Християнсько-демократична партія залишилася найбільшою партією парламенту, отримавши 25 з 60 місць. Явка склала 75%. 

## Результати
| Партія                                   | Голоси | %    | Місць | +/–  |
| ---------------------------------------- | ------ | ---- | ----- | ---- |
| Християнсько-демократична партія         | 8 907  | 40,9 | 25    | -1   |
| Соціалістична партія                     | 5 064  | 23,2 | 14    | 0    |
| Демократична прогресивна партія          | 4 065  | 18,6 | 11    | 0    |
| Народний альянс демократів за республіку | 2 139  | 9,8  | 6     | +2   |
| Соціалісти за реформу                    | 914    | 4,2  | 2     | нова |
| Комуністичне відродження Сан-Марино      | 714    | 3,3  | 2     | 0    |
| Недійсних/порожніх бюлетенів             | 870    | –    | –     | –    |
| Всього                                   | 22 673 | 100  | 60    | 0    |
| Зареєстрованих виборців/ Явка            | 30 117 | 75,3 | –     | –    |
| Джерело: Nohlen & Stöver                 |        |      |       |      |